# Paragraf 22 (film)
Paragraf 22 – amerykański komediodramat wojenny z 1970 roku w reżyserii Mike’a Nicholsa, zrealizowany na podstawie powieści pod tym samym tytułem autorstwa Josepha Hellera.

## Obsada
- Alan Arkin – kapitan John Yossarian
- Martin Balsam – pułkownik Cathcart
- Richard Benjamin – major Danby
- Art Garfunkel – kpt. Nately
- Jack Gilford – dr „Doc” Daneeka
- Buck Henry – podpułkownik Korn
- Bob Newhart – major Major Major Major
- Anthony Perkins – kpt. A.T. Tappman, kapelan
- Paula Prentiss – pielęgniarka Duckett
- Martin Sheen – podporucznik Dobbs
- Jon Voight – podporucznik Milo Minderbinder
- Orson Welles – generał brygady Dreedle

## Produkcja
Zdjęcia kręcono w Meksyku (lotnisko na wybrzeżu Pacyfiku koło Guaymas w stanie Sonora) oraz we Włoszech (Palazzo Farnese i Piazza Navona w Rzymie).